# Elisha Franklin Paxton
Pour les articles homonymes, voir Paxton.
Elisha Franklin Paxton, né le 4 mars 1828 dans le comté de Rockbridge (Virginie) et mort le 3 mai 1863 à Chancellorsville (Virginie), est un avocat américain et soldat qui a servi en tant que brigadier général dans l'armée des États confédérés pendant la guerre de Sécession. Il meurt au combat en menant la célèbre brigade de Stonewall au cours de la bataille de Chancellorsville.

## Avant la guerre
Paxton naît dans le comté de Rockbridge, en Virginie. Il est le fils de Margaret (McNutt) et Elisha Paxton, une famille presbytérienne, et son grand-père est un vétéran de la guerre d'indépendance William Paxton. Sa première éducation lui est donnée à l'école de son cousin, James H. Paxton.
En 1845, il entre au Washington College à Lexington, en Virginie, et en 1847, il entre à l'université de Yale située à New Haven, au Connecticut. Paxton va ensuite à l'université d'école de droit de Virginie à Charlottesville, en 1849, étant diplômé au sommet de sa classe. Lorsqu'il est adulte, Paxton est décrit comme mesurant « cinq pieds dix pouces de haut, fortement construit et d'une grande force physique », un physique qui inspire son surnom d'enfance, « Bull » (taureau). Il est connu pour ne pas boire d'alcool.
Après avoir obtenu son diplôme, Paxton s'installe en Virginie et devient avocat, puis président de banque à Lexington. Il travaille également plus tard comme planteur, et part ensuite en Ohio. Après avoir réussi l'examen du barreau de l'État, il travaille plusieurs années en Ohio poursuivant les revendications territoriales. Sa pratique du droit se termine en 1860 en raison de son défaut de vision, mais cela ne l'empêche pas de devenir célèbre sur les questions politiques. Son fils Matthew écrit qu'il « était un homme de tempérament ardent et de fortes convictions ce qui ne lui a pas permis de rester un spectateur indifférent des événements politiques excitants de l'époque ». Ses « points de vue directs et francs » sur la question de la sécession de la Caroline du Sud provoque une fracture dans son amitié avec le résident de Lexington Thomas J. Jackson ; les deux hommes ne se parlent pas jusqu'à ce qu'ils rejoignent tous deux l'armée confédérée.
À 26 ans, Paxton épouse Elizabeth Hannah White, âgée de Lexington (morte le 16 février 1872) le 2 novembre 1854. Elle est la fille de Matthew White, et vit à Lexington. Ils ont quatre enfants, dont trois survivent à Paxton : Matthew W. Paxton, John G. Paxton, et Frank Paxton. L'acteur Bill Paxton est un descendant direct d'Elisha Paxton (arrière-arrière-petit-fils) et de son fils John Gallatin Paxton. Matthew  devient le rédacteur en chef du journal Rockbridge County News et John est avocat à Kansas City, au Missouri. Frank vit dans le comté de San Saba, au Texas.

## Guerre de Sécession
Au début de la guerre de Sécession, en 1861, Paxton choisit de suivre son état natal et de la cause confédérée. En dépit d'un manque de formation militaire, Paxton entre dans l'armée confédérée, le 18 avril en tant que premier lieutenant des fusiliers de Rockbridge, faisant partie du 4th Virginia Infantry du colonel James F. Preston.

Première bataille de Bull Run, actions de 14 heures le 21 juillet

Le 4th Virginia combat le 21 juillet, lors de la première bataille de Bull Run (première Manassas) dans la première brigade du brigadier général Thomas J. Jackson de l'armée de la Shenandoah, bientôt connue comme la brigade de Stonewall. Paxton est blessé à un bras lors de cette bataille et cela ainsi que ses actions lui valent les éloges de ses camarades. Après avoir récupérer, Paxton est élu commandant du 27th Virginia Infantry le 14 octobre 1861, mais n'est pas réélu à ce poste le printemps suivant en raison de sa « lourdeur et un manque de tact ». Le 30 mai 1862, Paxton est nommé aide-de-camp à l'état-major de Jackson, et participe à la campagne de la vallée de la Shenandoah et à la bataille des sept jours, tous deux en Virginie.
Le 4 août 1862, Paxton est nommé adjoint du quartier-maître de Jackson, et combat lors de la campagne de Virginie Septentrionale. Paxton est nommé adjoint de l'adjudant général (chef d'état-major) dans l'état-major de Jackson le 15 août, et prend part à la seconde bataille de Bull Run du 28 au 30 août, puis à la campagne du Maryland et à la bataille d'Antietam, le 17 septembre.

### Brigade de Stonewall
Le colonel Andrew J. Grigsby prend le commandement de la brigade de Stonewall lorsque son commandant, le colonel William Baylor est tué lors de la deuxième bataille de Bull Run. À Antietam, la perte du brigadier général John R. Jones et du brigadier général William Starke laisse Grigsby responsable de l'ensemble de la division, deux niveaux de commandement au-dessus de son grade. Malgré cela, Jackson refuse de lui donner un commandement permanent supérieur à celui d'un régiment. Le 1er novembre 1862, Paxton est promu de commandant à brigadier général et reçoit le commandement de la brigade de Stonewall. C'est une décision que n'est pas bien accueilli par les hommes devant qui il passe, les officiers ayant plus d'expérience et d'ancienneté. Paxton est le choix de Jackson et la publication est faite directement par le président confédéré Jefferson Davis. Bien que Jackson dévie rarement du protocole des promotions, sa justification pour la sélection de Paxton est qu'aucun des commandants subalternes dans la brigade de Stonewall est « mieux qualifié » pour ce poste, parce que « je n'ai pas considéré l'un d'eux comme aussi compétent que l'autre ». Paxton assume le commandement de la brigade, le 15 novembre. Grigsby est « furieux comme le tonnerre » et démissionne en signe de protestation.
Au cours de la bataille de Fredericksburg, le 13 décembre, Paxton et sa brigade de la division du brigadier général William B. Taliaferro sont sur la droite de la défense confédérée lorsque la division du major général de l'Union George G. Meade fait une brève (et non soutenue) attaque réussie, mais les hommes de Paxton contre-attaquent et repoussent les fédéraux. L'historien de la campagne de Fredericksburg Frank O'Reilly critique la performance de Paxton au cours de l'engagement, jugeant que :

« [Paxton] a mal géré la brigade, causé des pertes inutiles en s'arrêtant sous le feu des canons et raté une occasion d'encercler et de capturer deux régiments de l'Union. Paxton, à cause de son inexpérience, a fait de nombreuses erreurs, mais aucune n'a été aussi décevante que sa mauvaise appréciation de son adversaire. ... Paxton a gaspillé un temps important en essayant de faire manœuvrer sa brigade en position sans d'abord clouer l'ennemi sur place. Par conséquent, la brigade de Stonewall de Paxton est à peine entrée en collision avec les nordistes avant que les Pennsylvaniens échappent au piège. »

### Chancellorsville et mort

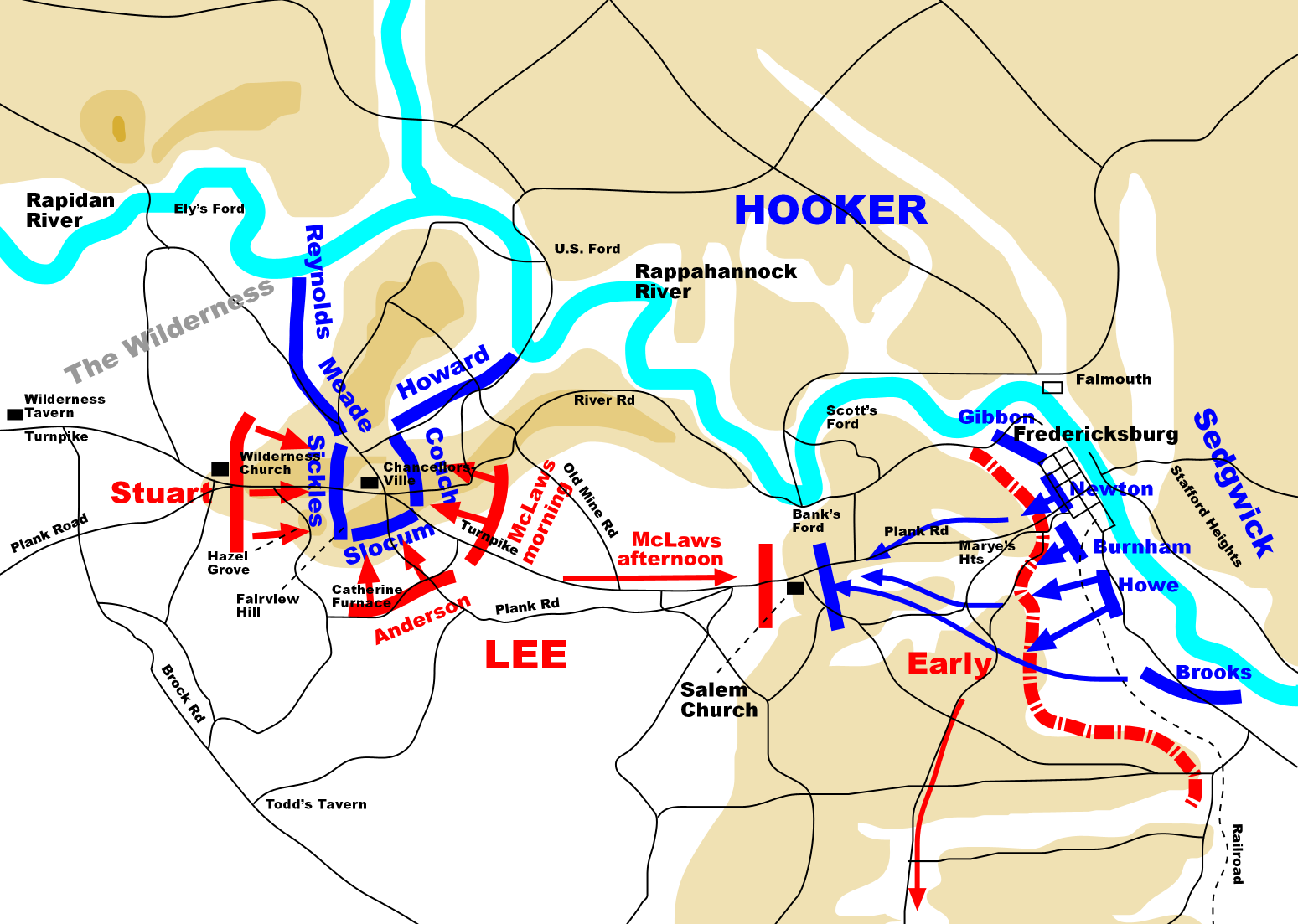
Chancellorsville, actions du 3 mai.

Au printemps de 1863, Bull Paxton, qu'un membre de son état-major,  décrit comme « un homme plutôt profane et impie », trouve un nouveau réconfort dans la religion, probablement en raison de son association avec le pieux Stonewall Jackson. Il commence à porter une bible de poche et à la veille de la bataille de Chancellorsville, il admet une prémonition de sa mort et s'y prépare. Le deuxième jour de la bataille, la brigade fait partie du mouvement de flanc audacieux de Jackson autour de l'armée du major général de l'Union Joseph Hooker. Paxton et sa brigade sont postés à la garde de Germanna Junction, le 2 mai, et le soir, ses hommes reçoivent l'ordre de montrer sur la ligne de front.
Après la blessure de Jackson, le commandement du deuxième corps va brièvement au major général A. P. Hill, mais quand il est aussi blessé, le commandant de la cavalerie, le major général J. E. B. Stuart, reçoit le commandement. Le 3 mai, Paxton mène ses hommes à travers les zones densément boisées en direction de la position de l'Union. Il est à pied à la tête de sa brigade, lorsqu'il est abattu à la poitrine, mourant en moins d'une heure. Le lieutenant Randolph Barton de l'état-major Paxton écrit que Paxton n'est tombé à deux pieds de lui. « J'ai placé mon bras sous lui, quand il murmura, « attachez mon bras », et il décéda. Il n'a pas été touché au bras, mais au cœur ». Plus tard dans la journée, le commandant de l'armée, le général Robert E. Lee envoie un télégramme aux autorités du capitole de la Confédération de Richmond, disant :

« L'ennemi a été délogé de toutes ses positions autour de Chancellorsville et repoussé vers la Rappahannock, sur laquelle il recule maintenant. Nous devons remercier Dieu Tout-Puissant pour une grande victoire. Je regrette de déclarer que le général Paxton a été tué, le général Jackson sévèrement blessé et les généraux [Heth] et D. H. Hill légèrement blessés. »

Paxton est d'abord enterré à Guinea Station, en Virginie, à une courte distance de l'endroit où Jackson est mourant. Plus tard, il est ramené à Lexington et est enterré dans le cimetière commémoratif de Stonewall Jackson, à quelques mètres de son ancien commandant.